# Goniotorna pleuroptila
Goniotorna pleuroptila es una especie de polilla del género Goniotorna, familia Tortricidae.
Fue descrita científicamente por Meyrick en 1937.

## Distribución
Se encuentra en Madagascar.